# Ryuchell
ryuchell（日语：りゅうちぇる，本名：比嘉 龍二〈日语：〉，1995年9月29日—2023年7月12日）是日本讀者模特兒、藝人、歌手和商人。出生於沖繩縣宜野灣市，為比嘉企畫所屬的藝人與董事。
他的前妻是才華橫溢的peco。他們一直住在一起直到ryuchell本人去世，他們實際上是普通法婚姻，但根據該辦公室的說法，他們是一種“生活伴侶”關係。

## 出演項目

### 電視
常規節目
- りゅうちぇる×ちゃんねる（2016年4月 - 2017年6月，AbemaTV）
- - 第4季：2016年7月 - 第7季：2018年、TBS電視台 - 主持
  - 第8季（2018年10月 - 配信サイト Paravi） - 主持
- ドキドキ宅配便 それ、届けに行きませんか?（2016年8月，東京電視台） - 主持（全3回）
- 青春!Live Channel（2017年4月 - 東京電視台） - 主持

準レギュラー
- （富士電視台）
- （富士電視台）
- （富士電視台）
- （日本電視台）
- （日本電視台）
- （TBS）
- （TBS）
- （TBS）
- 天才!志村動物園（日本電視台）
- （TV新潟放送網）

### 電台
- （2020年2月26日 -、ShibuyaCross-FM） - 主持
- LOVE RAINBOW TRAIN（2022年1月 - 2023年1月，TBS電台）[11]
- （2022年1月3日、5月3日、8月16日、2023年1月1日，NHK廣播第1頻率） - 與阿佐谷姊妹共演[12]

### 網絡電視
- Qosmetic 8（2021年1月23日 - 3月13日，ABEMA） - 主持[13]

### 電影
- 追愛棉花糖女孩（2019年11月1日，ARK Entertainment） - 飾演Fred
- （2022年9月16日，日活）[14]

### 劇場動畫
- （2019年4月19日） - 本人役[15]

### 網路動畫
- Cogimyun（2017年7月30日，AbemaTV） - 飾演Chocolate Coronet[16]
- （2020年，Twitter） - 飾演Cherry[17]

### CM/宣傳
- 住宅情報館 （2016年8月） - 與竹内力共演
- Mercari（2016年）
- （東京都選舉管理委員會企画、AC部制作。2016年5月） [18][19]
- 瑞可利「FromA」（2016年）[20]
- Mondelēz Japan（2017年） - 與田村淳、小島瑠璃子、東国原英夫和松崎茂幸共演
- （2018年 - ）與葛西紀明共演

### 舞台
- （2015年）

### 音樂錄影帶
- EDGE of LIFE「Starry Sky」（2016年）[21]

### 音樂節
- 『Yasutaka Nakata presents OTOKONOKO 2018』（2018年，石川県産業展示館）

### 雜誌
- たまごクラブ 2018年5月号（2018年4月15日、ベネッセコーポレーション） - 表紙・インタビュー[22]
- ひよこクラブ 2020年2月号 - 10月号（2020年1月15日 - 11月15日、ベネッセコーポレーション） - 「ぺこ＆りゅうちぇるが答える育児のモヤモヤ相談室」を連載[23]

### 新聞
- 学生新聞

## 作品

### CD
- 《SUPER CANDY BOY》（日本環球音樂・2019年・TYCT-60135）

### 音樂專輯
- 《♡T愛me Ma心n♡》（2023年）

### 產品

#### 化粧品
- （Allanage株式会社，2022年）

#### 服飾
- ryuchell×SAMANTHAVEGA（Samantha Thavasa，2022年）

### 書籍
- （朝日新聞出版，2021年，ISBN:9784023319677）

## 獲獎項目
- 第3回Yahoo!搜尋大賞 人物類模特兒獎（2016年[24]）
- Ikumen of the Year 2018 芸能部門（2018年[25]）

## 外部連結
- 比嘉企画 （页面存档备份，存于）
- RYUCHELL 公式サイト，存于
- （スターレイプロダクションによる公式プロフィール 页面存档备份，存于）
- ryuchell的Instagram帳戶
- ryuchell的X（前Twitter）
- YouTube上的RYUCHELL WORLD頻道
- りゅうちぇる （页面存档备份，存于） (@ryuchell) - SPOON